# Ospedale Filippo del Ponte
L'ospedale Filippo Del Ponte è un ospedale di Varese, facente parte dell'ASST Sette Laghi. Dal novembre 2011 ospita le attività delle aree ginecologiche-ostetriche e neonatali-pediatriche del Presidio di Varese.

## Storia
L'ospedale nasce nel 1866 grazie ad una donazione di Filippo Del Ponte e si è sviluppato grazie all'opera dell'Ordine dei Fatebenefratelli di Milano.
Grazie ad altre donazioni, l'ospedale ha ampliato la sua assistenza anche alle donne a partire dal 1957 e nel 1959, grazie alla convenzione tra l'opera pia Ospedale Del Ponte e Fatebenefratelli, ha ulteriormente espanso le sue competenze.
Con la legge regionale 31 dell'11 luglio 1997, è stata costituita l’Azienda Ospedaliera, competente per le attività di ricovero e specialistica per la parte nord della provincia di Varese, ed entra a far parte del presidio di Varese dell'Azienda Ospedaliera “Ospedale di Circolo e Fondazione Macchi”.
Nel marzo 2010 erano iniziati i lavori per la realizzazione del nuovo Polo materno-infantile, inaugurato l'8 maggio 2017 che ha ulteriormente ampliato l'offerta di servizi all'utenza, tramite l'apertura della chirurgia pediatrica dall'inizio del 2018 e del reparto di degenza di neuropsichiatria infantile da settembre 2018.
Nel dicembre del 2019 è stato inaugurato il Pronto Soccorso Pediatrico.
Nel luglio del 2021, al termine di lavori programmati da alcuni anni, è stato aperto un reparto di Terapia Intensiva Pediatrica e Ostetrico-Ginecologica.

## L'Ospedale oggi
Oggi l'ospedale ospita le attività dell'area materno-infantile del presidio di Varese e dal 2017, con delibera regionale 6567 del 12 maggio 2017, è inserito tra i 5 HUB pediatrici della regione. Offre la possibilità di formazione sul campo dei medici in formazione specialistica delle scuole di Pediatria, Ginecologia, Neuropsichiatria Infantile ed Anestesia e Rianimazione della facoltà di Medicina e Chirurgia dell'Università Insubria di Varese.
I servizi disponibili presso l'Ospedale sono gli ambulatori di Cardiologia Pediatrica, i reparti di Chirurgia Pediatrica, Urologia Pediatrica, Neonatologia, Terapia Intensiva Neonatale, Neuropsichiatria Infantile, Oncoematologia Pediatrica, Ostetricia e Ginecologia, Pediatria, Pronto Soccorso Pediatrico. È attivo anche un servizio di Radiologia.